# Loimulohi

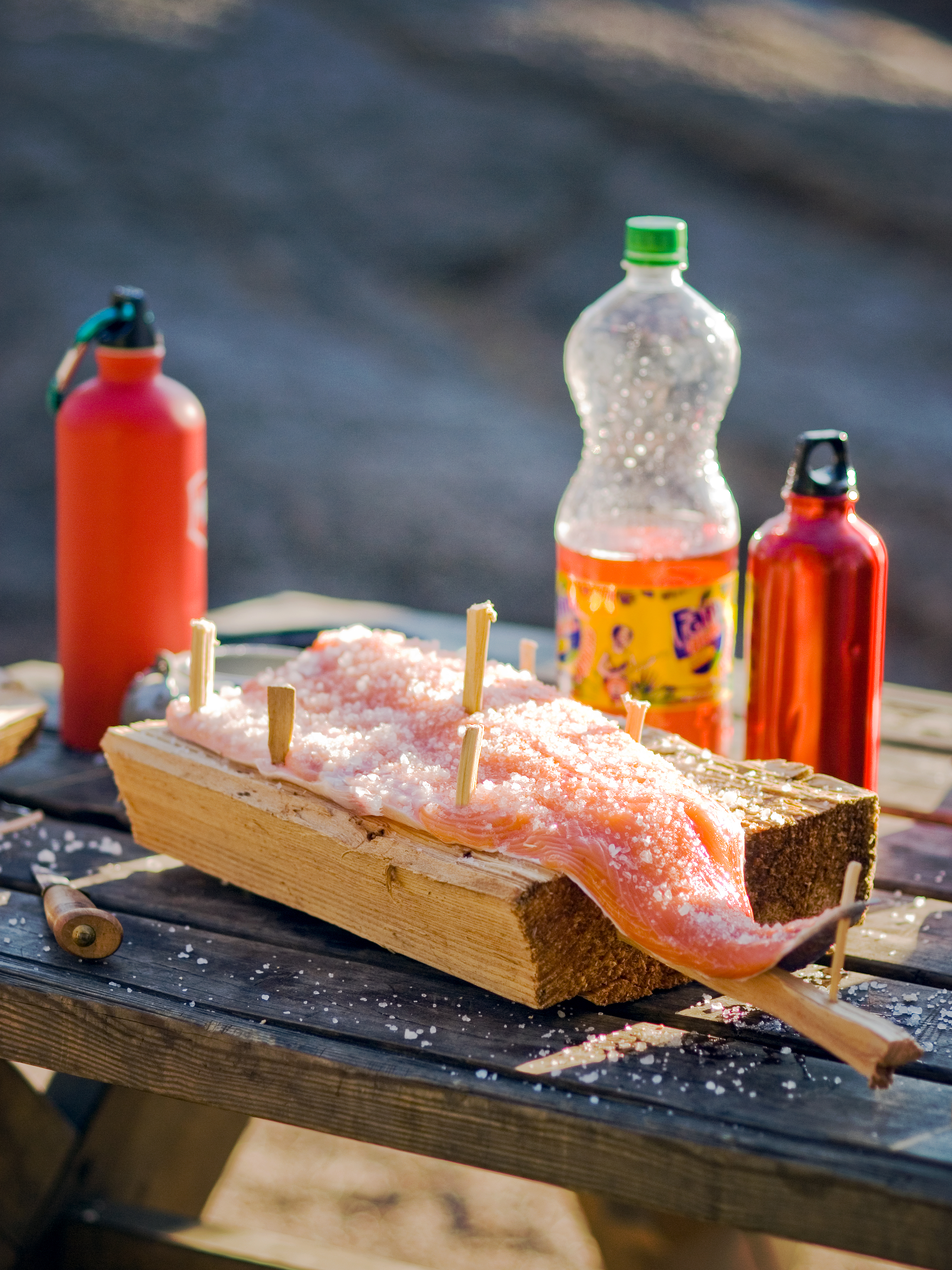
Trucha arcoíris clavada en un tronco con clavijas de madera y lista para asar.

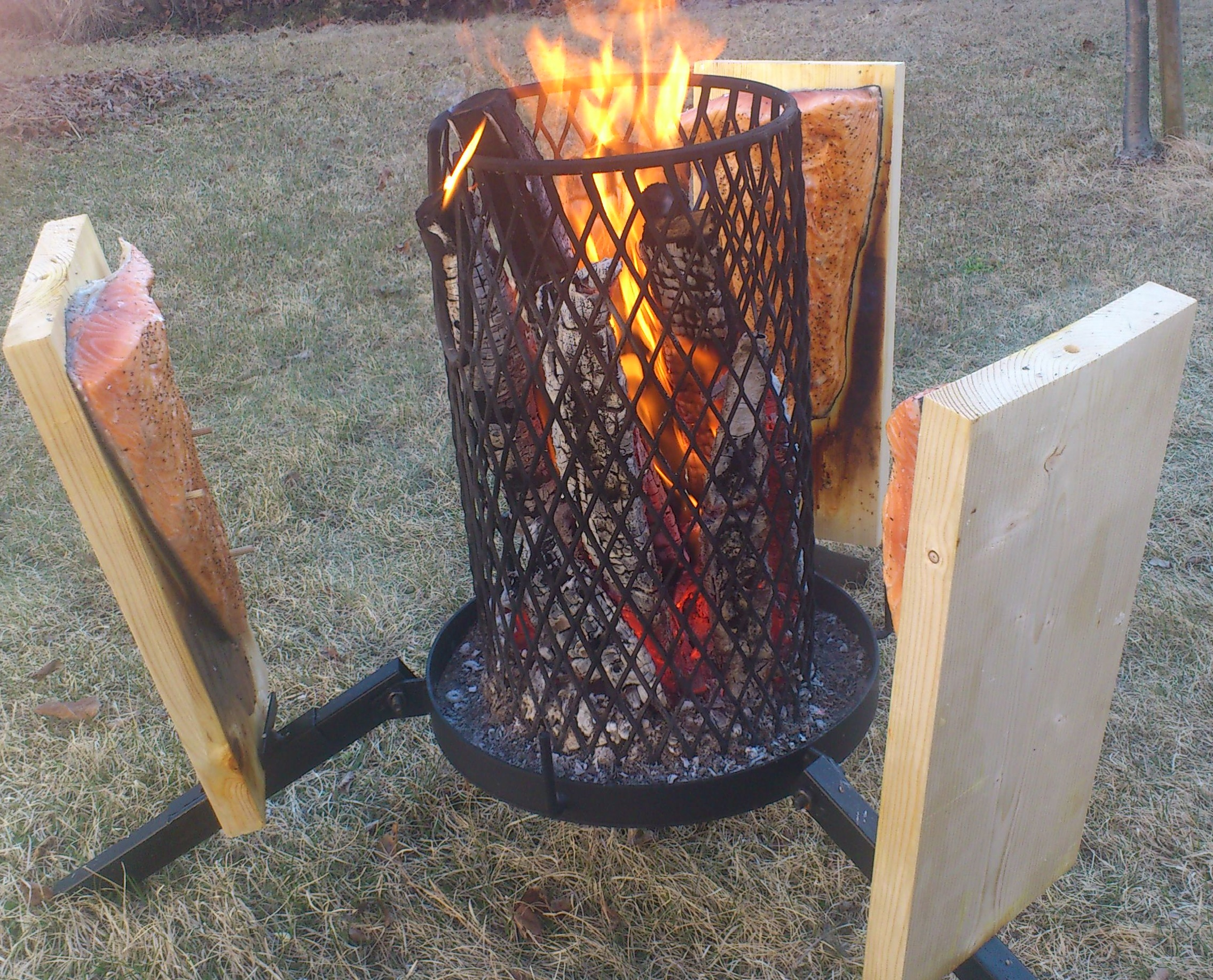
Asando salmón con el sistema loimulohi.

Loimulohi o loimutettu lohi (finlandés lit. “salmón a las llamas”) es una forma finlandesa de preparar pescado, en la cual el salmón (o trucha arcoíris) es fijada contra una tabla con clavijas de madera y es asada con el calor que irradia una fogata. Se utilizan clavijas de madera en vez de clavos comunes porque los clavos de metal se calientan demasiado y secan la carne a su alrededor y en algunos casos la carne se puede desprender y caer al suelo. Las tablas se ubican en forma vertical alrededor del fuego. El método loimulohi se utiliza también para preparar comida callejera.